# 32 Degrees
 (janvier 2024).
Si vous disposez d'ouvrages ou d'articles de référence ou si vous connaissez des sites web de qualité traitant du thème abordé ici, merci de compléter l'article en donnant les références utiles à sa vérifiabilité et en les liant à la section « Notes et références ».
Albums de Just-Ice
Gangster Boogie 
(2008) The Just-Ice and KRS-One EP, Vol. 1
(2010)
32 Degrees est le neuvième album studio de Just-Ice, diffusé uniquement en téléchargement à partir du 20 juillet 2010.

## Liste des titres
| No  | Titre                                 | Durée |
| --- | ------------------------------------- | ----- |
| 1.  | 32 Degrees (featuring Lord Jamar)     | 4:17  |
| 2.  | Industry (featuring Hollows)          | 3:36  |
| 3.  | The Getaway                           | 3:51  |
| 4.  | Eastcoast (featuring Pizazz)          | 3:05  |
| 5.  | Wickedness                            | 3:46  |
| 6.  | Classical                             | 1:28  |
| 7.  | Don't Walk Around (featuring Cash)    | 4:14  |
| 8.  | What You Gonna Do (featuring Cash)    | 3:24  |
| 9.  | Humm (featuring Ill Bill)             | 4:02  |
| 10. | Who's in the House (featuring Pizazz) | 3:54  |
| 11. | Damn (featuring Cash)                 | 2:35  |
| 12. | Final Ride (featuring Papa Michigan)  | 3:19  |